# Orthetrum hintzi
Orthetrum hintzi là một loài chuồn chuồn ngô thuộc họ Libellulidae. Nó được tìm thấy ở Angola, Bénin, Botswana, Cộng hòa Trung Phi, Cộng hòa Congo, Cộng hòa Dân chủ Congo, Bờ Biển Ngà, Guinea Xích Đạo, Ethiopia, Ghana, Guinea, Guinea-Bissau, Kenya, Liberia, Malawi, Mali, Mozambique, Namibia, Nigeria, Senegal, Sierra Leone, Nam Phi, Tanzania, Uganda, Zambia, Zimbabwe, và có thể Burundi. Các môi trường sống tự nhiên của chúng là các khu rừng ẩm ướt đất thấp nhiệt đới hoặc cận nhiệt đới, vùng đất có cây bụi nhiệt đới hoặc cận nhiệt đới, vùng cây bụi ẩm khu vực nhiệt đới hoặc cận nhiệt đới, sông, đầm lầy, đầm nước ngọt, đầm nước ngọt có nước theo mùa, và suối nước ngọt.